# 田崎東
田崎 東（たざき あずま、1844年2月16日（天保14年12月28日） - 1869年7月5日（明治2年5月26日））は、幕末の蝦夷・松前藩士。名は忠貞。幼名は庫太。

## 経歴
松前藩勘定奉行・田崎忠純の長男として江戸藩邸に生まれる。1856年（安政3年）台子の間勤め、1860年（万延元年）近習役・御髪番となる。1868年（明治元年）より近習頭、福山裁判司を務める。
同年の箱館戦争にて御中老職・軍事総宰に任じられ、江差で軍を指揮するが、榎本武揚率いる軍隊に敗れ、その後当時の藩主であった松前徳広と共に弘前に逃亡した。1869年（明治2年）4月29日の矢不来の戦いで敵弾を受けて負傷し、福山の陸軍病院で死去。 

## 田崎東を扱った作品
- 維新の嵐（1986年、コーエー）